# ヒウド・ジ・アンドラージ・フェリシッシモ
ヒウド（Rildo）ことヒウド・ジ・アンドラージ・フェリシッシモ（ポルトガル語: Rildo de Andrade Felicissimo、1989年3月20日 - ）は、ブラジルの元サッカー選手。現役時代のポジションはMF。
Kリーグ時代の登録名はヒウドゥ（ハングル: 히우두）。

## クラブ歴
サンベルナルドFCの下部組織から2007年にトップチームに昇格。2008年にフェルナンドポリスFC、2009年にアソシアソン・フェロヴィアリア・ジ・エスポルテスに移籍。
2011年1月にECヴィトーリアに移籍。7月30日に審判を蹴ろうとしたため退場。
2012年6月6日にAAポンチ・プレッタに30万レアルで移籍。24日にカンピオナート・ブラジレイロ・セリエAで初出場。10月10日に同リーグで初得点。2014年1月31日に1年の期限付き移籍でサントスFCに加入。セリエAで22試合に出場したが完全移籍とはならなかった。2015年7月3日にSCコリンチャンス・パウリスタに2016年12月までの契約で期限付き移籍した。
2017年1月1日にコリチーバFCに移籍。

## タイトル
コリンチャンス
- カンピオナート・ブラジレイロ・セリエA: 2015

コリチーバ
- カンピオナート・パラナエンセ: 2017